# Johnny Best
Johnny Best (* 20. Oktober 1913 in Shelby (North Carolina) als Johnny McClanian junior; † 20. September 2003 in La Jolla (Kalifornien)) war ein amerikanischer Jazztrompeter des
Swing.

## Leben und Wirken
Best spielte als Kind Klavier; ab 1927 lernte er Trompete. Während seiner Collegezeit spielte er bei den Sunnyland Serenaders, dann bei den Duke Blue Devils. Er startete seine Karriere 1934 bei Les Brown und spielte dann bei Charlie Barnet und Artie Shaw (1937–1939). Von 1939 bis 1942 war er Mitglied im Orchester von Glenn Miller. Er wechselte dann zu Bob Crosby, bevor er zum Wehrdienst eingezogen wurde und in den Militärkapellen von Shaw und (1942–1943) und Sam Donahue (1944–1945) wirkte. Nach Tätigkeit bei Benny Goodman (1945–1946) zog er nach Hollywood, um im Studio von NBC zu arbeiten. 
Auch wirkte er in dem Film Die Glenn Miller Story mit. 1953 war er mit Billy May auf Tournee und gründete in den 1950er Jahren auch eine eigene Band. Daneben war er als Avocadozüchter tätig. 1964 war er mit Crosby in Japan; auch arbeitete er in Nachtsclubs wie dem Honeybucket in San Diego. In den 1970er Jahren war er mit Ray Conniff ebenso unterwegs wie mit The World’s Greatest Jazz Band, wo er den stilistisch recht ähnlichen Billy Butterfield ersetzte. Trotz eines schweren Sturzes in seinem Avocadogarten 1982, der ihn vom Rollstuhl abhängig machte, setzte er seine musikalischen Aktivitäten fort: Mit Zeke Zarchy war er 1990 in Japan; 1992 besuchte er mit der Glenn Miller Alumni Reunion Großbritannien.
Best ist auch auf Aufnahmen von Johnny Mercer, Hoagy Carmichael, den Andrew Sisters, Al Jolson und Mildred Bailey zu hören. Nach Digby Fairweather gilt er als „einer der besten und am meisten unterschätzten Swing-Trompeter“.

## Lexigraphische Einträge
- Ian Carr, Digby Fairweather, Brian Priestley: Rough Guide Jazz. Der ultimative Führer zum Jazz. 1800 Bands und Künstler von den Anfängen bis heute. 2., erweiterte und aktualisierte Auflage. Metzler, Stuttgart/Weimar 2004, ISBN 3-476-01892-X.
- Leonard Feather & Ira Gitler: The Biographical Encyclopedia of Jazz. Oxford University Press, Oxford usw. 2007, ISBN 978-0-19-532000-8 (EA 1999).
- Brian Peerless: Johnny Best. In: Barry Kernfeld (Hrsg.): The New Grove Dictionary of Jazz. 3. Aufl. St. Martins Press, New York 2000, ISBN 0-19-516909-3.